# Jona García
Jona García (Alicante, 22 de marzo de 1978) es un actor español, conocido por interpretar el papel de Jacinto Retuerto Escolano en la telenovela Acacias 38.

## Biografía
Jona García nació el 22 de marzo de 1978 en Alicante, en la comunidad Valenciana (España), y además de la actuación también se dedica al teatro.

## Carrera
Jona García se formó durante cuatro años en el Taller de Teatro de Alcoy dirigido por Xavi Castillo. Posteriormente, siguió cursos complementarios de profesionales del género (danza, voz, cuerpo y clown) y siguió un curso de interpretación personalizado a cargo de Juan Mandli. También estudió durante dos años en el centro de teatro Escalante de Valencia. Después de sus estudios comenzó a actuar en teatro con varias obras. En 2013 y 2014 se incorporó a la telenovela de Antena 3 El secreto de Puente Viejo, en el papel de Amadeo, un músico/arqueólogo que tuvo escenas con los Mirañar.
De 2017 a 2021 fue elegido por TVE para interpretar el papel de Jacinto Retuerto Escolano en la telenovela emitida en La 1 Acacias 38 y donde actuó junto a actores como David Venancio Muro, Inma Pérez- Quirós, Marita Zafra, Cristina Platas, Rebeca Alemañy, Marc Parejo y Juanma Navas. En 2021 protagonizó la serie de Netflix La cocinera de Castamar. Al año siguiente, en 2022, protagonizó la película No haberlos tenido dirigida por Víctor García León. Ese mismo año forma parte del reparto de la serie de Telecinco La que se avecina.

## Filmografía

### Cine
| Año  | Título             | Director           |
| ---- | ------------------ | ------------------ |
| 2022 | No haberlos tenido | Víctor García León |

### Televisión
| Año       | Título                     | Personaje                 | Notas         |
| --------- | -------------------------- | ------------------------- | ------------- |
| 2013-2014 | El secreto de Puente Viejo | Amadeo                    | 20 episodios  |
| 2017-2021 | Acacias 38                 | Jacinto Retuerto Escolano | 670 episodios |
| 2021      | La cocinera de Castamar    | Despensero                | 1 episodio    |
| 2022      | La que se avecina          |                           | 1 episodio    |

## Teatro
| Año                                       | Título               | Director             |
| ----------------------------------------- | -------------------- | -------------------- |
|                                           | Teloneries           | Pep Cortés           |
| RA-TA-TA-TÀ                               |                      | Pep Cortés           |
| H2O                                       |                      | Pep Cortés           |
| Va de Bo                                  |                      | Pep Cortés           |
| Eiximenis, el viatger de les mil paraules | Pepa Miralles        |                      |
| 2012-2015                                 | Pepa Miralles        | Lletraferida         |
| 2013                                      | Pepa Miralles        | Un Quart amb L'Ovidi |
| 2014-2015                                 | Lletraferida 2.0     |                      |
| 2015                                      | Això era una Volta   |                      |
| 2015                                      | Rèquiem              |                      |
| 2017                                      | Golulá               |                      |
| 2017                                      | El Aprendiz De Brujo |                      |
| 2017                                      | Güela Güela          |                      |
| 2018                                      | Haciendo el indio    |                      |